# Корпуста
Корпуста́ (баш. Кәрпәсте)  — деревня в Белорецком районе Республики Башкортостан России. Входит в состав Инзерского сельсовета. 

## География

### Географическое положение
Находится на левом берегу реки Инзер.
Расстояние до:
- районного центра (Белорецк): 113 км,
- центра сельсовета (Инзер): 18 км,
- ближайшей ж.-д. станции (Нижняя Тюльма): 1,4 км.

## Население
| 2002 | 2009 | 2010 |
| ---- | ---- | ---- |
| 13   | ↗26  | ↘11  |